# Campeonato Sergipano 1997
In 1997 werd het 74ste Campeonato Sergipano gespeeld voor voetbalclubs uit de Braziliaanse staat Sergipe. De competitie werd georganiseerd door de FSF en werd gespeeld van 2 maart tot 11 december. Itabaiana werd kampioen. 

## Eerste toernooi

### Eerste fase
| Plaats | Club                  | Wed. | W | G | V | Saldo | Ptn. |
| ------ | --------------------- | ---- | - | - | - | ----- | ---- |
| 1.     | Confiança             | 7    | 4 | 3 | 0 | 12:2  | 15   |
| 2.     | Sergipe               | 7    | 4 | 2 | 1 | 13:7  | 14   |
| 3.     | Olímpico Itabaianinha | 7    | 4 | 1 | 2 | 9:6   | 13   |
| 4.     | Maruinense            | 7    | 1 | 5 | 1 | 5:5   | 8    |
| 5.     | Guarany               | 7    | 1 | 4 | 2 | 6:7   | 7    |
| 6.     | Itabaiana             | 7    | 1 | 4 | 2 | 7:10  | 7    |
| 7.     | Vasco                 | 7    | 0 | 5 | 2 | 5:8   | 5    |
| 8.     | Olímpico Carmópolis   | 7    | 0 | 2 | 5 | 3:15  | 2    |

|  | Krijgt één bonuspunt voor finaleronde |

### Tweede fase
| Plaats | Club                  | Wed. | W | G | V | Saldo | Ptn. |
| ------ | --------------------- | ---- | - | - | - | ----- | ---- |
| 1.     | Confiança             | 7    | 7 | 0 | 0 | 12:1  | 21   |
| 2.     | Itabaiana             | 7    | 4 | 2 | 1 | 10:6  | 14   |
| 3.     | Maruinense            | 7    | 3 | 1 | 3 | 12:12 | 10   |
| 4.     | Olímpico Itabaianinha | 7    | 2 | 2 | 3 | 7:12  | 8    |
| 5.     | Guarany               | 7    | 1 | 5 | 1 | 10:10 | 8    |
| 6.     | Vasco                 | 7    | 1 | 3 | 3 | 9:11  | 6    |
| 7.     | Sergipe               | 7    | 1 | 3 | 3 | 7:9   | 6    |
| 8.     | Olímpico Carmópolis   | 7    | 0 | 2 | 5 | 2:8   | 2    |

|  | Krijgt één bonuspunt voor finaleronde |

### Totaalstand
| Plaats | Club                  | Wed. | W  | G | V  | Saldo | Ptn. |
| ------ | --------------------- | ---- | -- | - | -- | ----- | ---- |
| 1.     | Confiança             | 14   | 11 | 3 | 0  | 24:3  | 36   |
| 2.     | Olímpico Itabaianinha | 14   | 6  | 3 | 5  | 16:18 | 21   |
| 3.     | Itabaiana             | 14   | 5  | 6 | 3  | 17:16 | 21   |
| 4.     | Sergipe               | 14   | 5  | 5 | 4  | 20:16 | 20   |
| 5.     | Maruinense            | 14   | 4  | 6 | 4  | 17:17 | 18   |
| 6.     | Guarany               | 14   | 2  | 9 | 3  | 16:17 | 15   |
| 7.     | Vasco                 | 14   | 1  | 8 | 5  | 14:19 | 11   |
| 8.     | Olímpico Carmópolis   | 14   | 0  | 4 | 10 | 5:23  | 4    |

|  | Geplaatst voor derde fase |

### Derde fase
| Plaats | Club                  | Wed. | W | G | V | Saldo | Ptn. |
| ------ | --------------------- | ---- | - | - | - | ----- | ---- |
| 1.     | Confiança             | 6    | 3 | 3 | 0 | 9:5   | 12   |
| 2.     | Itabaiana             | 6    | 3 | 0 | 3 | 8:8   | 9    |
| 3.     | Olímpico Itabaianinha | 6    | 1 | 3 | 2 | 5:6   | 6    |
| 4.     | Sergipe               | 6    | 0 | 4 | 2 | 5:8   | 4    |

|  | Krijgt één bonuspunt voor finaleronde |

## Tweede toernooi
Tweedeklassers Estanciano en Gararu promoveerden en namen deel aan het tweede toernooi. Olímpico Carmópolis verhuisde voor de start van het tweede toernooi naar Lagarto en nam de naam Olímpico Lagarto aan.

### Eerste fase
| Plaats | Club                  | Wed. | W | G | V | Saldo | Ptn. |
| ------ | --------------------- | ---- | - | - | - | ----- | ---- |
| 1.     | Confiança             | 9    | 8 | 0 | 1 | 17:5  | 24   |
| 2.     | Itabaiana             | 9    | 6 | 2 | 1 | 16:8  | 20   |
| 3.     | Sergipe               | 9    | 6 | 1 | 2 | 14:7  | 19   |
| 4.     | Guarany               | 9    | 3 | 5 | 1 | 9:7   | 14   |
| 5.     | Gararu                | 9    | 3 | 3 | 3 | 11:11 | 12   |
| 6.     | Olímpico Lagarto      | 9    | 3 | 3 | 3 | 11:12 | 12   |
| 7.     | Vasco                 | 9    | 2 | 3 | 4 | 12:12 | 9    |
| 8.     | Maruinense            | 9    | 2 | 1 | 6 | 10:14 | 7    |
| 9.     | Olímpico Itabaianinha | 9    | 2 | 0 | 7 | 4:20  | 6    |
| 10.    | Estanciano            | 9    | 1 | 0 | 8 | 6:14  | 3    |

|  | Krijgt één bonuspunt voor finaleronde, speelt ook finale tweede toernooi |

### Tweede fase
| Plaats | Club                  | Wed. | W | G | V | Saldo | Ptn. |
| ------ | --------------------- | ---- | - | - | - | ----- | ---- |
| 1.     | Itabaiana             | 8    | 8 | 0 | 0 | 22:6  | 24   |
| 2.     | Confiança             | 9    | 6 | 2 | 1 | 16:2  | 20   |
| 3.     | Vasco                 | 8    | 4 | 2 | 2 | 11:8  | 17   |
| 4.     | Gararu                | 9    | 4 | 3 | 2 | 11:7  | 15   |
| 5.     | Sergipe               | 9    | 4 | 2 | 3 | 10:10 | 14   |
| 6.     | Guarany               | 9    | 3 | 2 | 4 | 15:16 | 11   |
| 7.     | Maruinense            | 9    | 2 | 3 | 4 | 7:7   | 9    |
| 8.     | Estanciano            | 9    | 1 | 4 | 4 | 7:15  | 7    |
| 9.     | Olímpico Itabaianinha | 9    | 1 | 2 | 6 | 5:21  | 5    |
| 10.    | Olímpico Lagarto      | 9    | 1 | 0 | 8 | 4:16  | 3    |

|  | Krijgt één bonuspunt voor finaleronde, speelt ook finale tweede toernooi |

### Finale
De winnaar krijgt opnieuw één bonuspunt voor de finaleronde. 
|                   |           |       |           |  |
| 26 oktober Finale | Confiança | 3 – 1 | Itabaiana |  |
| 26 oktober Finale |           |       |           |  |

## Derde toernooi
| Plaats | Club      | Wed. | W | G | V | Saldo | Ptn. |
| ------ | --------- | ---- | - | - | - | ----- | ---- |
| 1.     | Sergipe   | 6    | 3 | 2 | 1 | 11:9  | 11   |
| 2.     | Confiança | 6    | 3 | 1 | 2 | 11:4  | 10   |
| 3.     | Itabaiana | 6    | 2 | 2 | 2 | 7:11  | 8    |
| 4.     | Gararu    | 6    | 1 | 1 | 4 | 6:11  | 4    |

|  | Krijgt één bonuspunt voor finaleronde |

## Finaleronde
Ondanks de vijf bonuspunten, was het toch Itabaiana dat aan het langste eind trok.
| Plaats | Club      | Wed. | W | G | V | Saldo | Ptn. |
| ------ | --------- | ---- | - | - | - | ----- | ---- |
| 1.     | Itabaiana | 4    | 4 | 0 | 0 | 9:3   | 13   |
| 2.     | Confiança | 4    | 1 | 1 | 2 | 4:5   | 9    |
| 3.     | Sergipe   | 4    | 0 | 1 | 3 | 4:9   | 2    |

|  | Kampioen |

### Kampioen
| Campeonato Sergipano de 1997  |
| Sergipe                       |
| ----------------------------- |
| ITABAIANA Kampioen (8° titel) |